# Thomas Basin

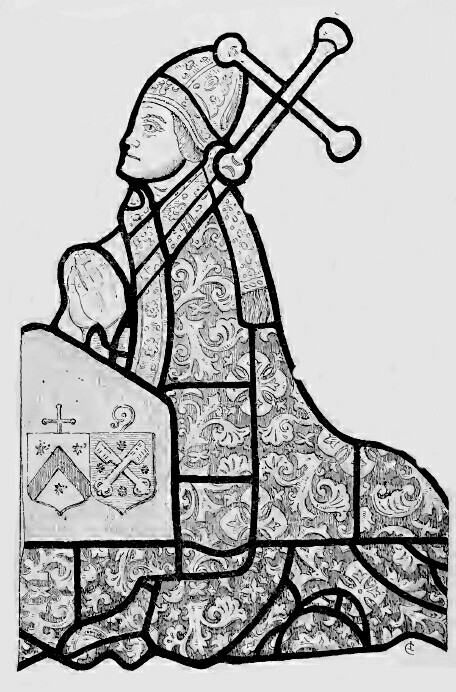
Das Glasfenster in der Kathedrale von Caudebec (Normandie) zeigt Bischof Thomas Basin von Lisieux

Thomas Basin (* 1412 in Caudebec-en-Caux; † 3. Dezember 1491 in Utrecht) war ein französischer Bischof von Lisieux (11. Oktober 1447 bis 27. Mai 1474), sowie französischer Historiker und Chronist der lateinischen Sprache.

## Biografie
Basin wurde in Caudebec-en-Caux in der Normandie geboren. Durch die Verwüstungen, die durch den Hundertjährigen Krieg verursacht wurden, hatte er als Kind keinen festen Aufenthaltsort. Bereits 1415 hat er Caudebec verlassen, wo er bis 1419 in den Städten Rouen, Vernon, Falaise, Saint-James de Bouvron, Redon und Nantes lebte. Am 25. Oktober 1415 fand die Schlacht von Azincourt statt und es gab nur wenige sichere Orte in der Normandie. Basin kehrte erst 1419 nach Caudebec zurück. Sein erklärtes Ziel und Wunsch war, seine Eltern wiederzusehen.

## Stipendiat
1424 ging Basin an die Universität von Paris, wo er 1429 den Magister of Arts erhielt. Er wurde am 31. Dezember 1431 an der Philosophischen Fakultät in Leuven, Niederlande (deutsch = Löwen) aufgenommen und erklärte seine Absicht, Zivilrecht zu studieren. 1433 erhielt Basin ein Stipendium am Augustinerkolleg in Pavia, das von Kardinal Branda da Castiglione, einem ehemaligen Bischof von Lisieux (1420–1424) gegründet worden war. Von den vierundzwanzig Studienplätze waren einige für Studenten aus der Normandie reserviert. Dort blieb er, bis er sein Lizenziat (akademischer Grad) des Zivilrechts erhielt. Er kehrte danach nach Caudebec zurück, um seine Eltern zu besuchen. Von 1435 bis 1437 ließ er sich in Löwen (Leuven) nieder, wo er sein Lizenziat im Kirchenrecht (kanonischem Recht) erwarb. Im September 1437 war er wieder in Italien, wo an der Universität von Bologna das kanonische- und Zivilrecht gelehrt wurde, und wo sich die päpstliche Kurie und Papst Eugen IV. Residenzen befanden. Ihm wurde sehr schnell das Rektorat der Pfarrkirche Saint-Germain-de-Carville (Bistum Rouen) angeboten. Dies erforderte die Priesterweihe (Ordination), er bat daher um einen Aufschub von fünf Jahren, wobei ihm nur zwei Jahre bewilligt wurden. Von 1435 bis 1437 war er in Louvain, wo er sein Lizenziat (in der katholischen Theologie verliehener akademischer Grad) im kanonischen Recht erhielt. Am 6. Dezember 1437 bekam Basin das Sonderrecht, gleichzeitig mehrere Einkünfte (Pfründe) innehaben zu dürfen.
Basin war wiederholt gezwungen, nach Hause in die Normandie zurückzukehren, als er erfuhr, dass seine Eltern vor den Engländern nach Rouen fliehen mussten. Im April 1438 war er wieder auf dem Weg nach Italien. Die Reise dauerte fast sechs Monate, da seine Reiseroute über Holland und das Rheintal gehen sollte und die Reise am Beginn durch einen heftigen Sturm unterbrochen wurde. Hierbei suchte er Zuflucht in London, wo er zwei Monate lang krank danieder lag. Als er endlich wieder in Italien ankam, konnte er wegen der Pest nicht länger als drei Monate in Pavia und Ferrara sein. Im September 1438 kehrte er schließlich zur Kurie nach Bologna zurück.

## Kurien (päpstliche Behörden) Mitarbeiter
Basin war bei dem Konzil anwesend, das in Ferrara begann, aber bereits am 10. Januar 1439 per Dekret von Papst Eugen IV. nach Florenz verlegt wurde. Während des Konzils machte er die Bekanntschaft des Humanisten Poggio Bracciolini, aus dem sich eine zwanzigjährige Freundschaft entwickelte. Beide arbeiteten in dem Gremien des Rates zur Erfüllung bestimmter Aufgaben unter der Leitung von Kardinal Cesarini, dem Präsidenten des Rates. Am 21. März 1439 wurde Basin zum Kanoniker des Domkapitels von Lisieux ernannt. Im Juli 1439 wurde er an eine Gesandtschaft nach Ungarn berufen, die von Kardinal Cesarini geleitet wurde. Die Botschaft kam in Schwierigkeiten, als Albrecht von Österreich, König von Ungarn, am 14. Oktober 1439 starb und ein Kampf um die Thronwahl zwischen Anhängern von Władyslaw III. Polen/Ungarn und Königin Elisabeth von Luxemburg begann. Die Gesandtschaft kehrte am 26. März 1440 nach Florenz zurück. Als Belohnung wurde Basin vom Papst Eugen IV. für den Dienst an der Gesandtschaft in Ungarn, zum Kanoniker und Präbendar (Geldwirtschaft, Zahlung von Unterhalt) des Domkapitels von Rouen ernannt. Sein leitender Kollege in der Botschaft, Giovanni Tagliacozzo, wurde zum Kardinal ernannt. 1440 wurde Basin zum Subdiakon ordiniert. Am 23. Mai 1441 nahm er seine Stelle im Domkapitel von Rouen ein. Im November 1441 ernannte ihn der englische königliche Rat zum Professor für kanonisches Recht an der neuen Universität von Caen. U.a. war Zeno Castiglione, Mitglied des englischen königlichen Rates. Am 1. Oktober 1442 wurde Basin zum Rektor der Universität von Caen gewählt. Er wurde auch Generalvikar des Bischofs von Bayeux. Basin war einer der Verhandlungsführer, die von König Karl VII. am 10. Juni 1445 ernannt wurden, um eine Ehe zwischen einer seiner Töchter und Edward, Herzog von York, zu erörtern und auszuhandeln.

## Bischof
Am 11. Oktober 1447 wurde Thomas Basin, Doktor in utroque iure (Zivil- und Kirchenrecht), von Papst Nikolaus V. zum Bischof von Lisieux ernannt. Es ist möglich, dass er am 1. November 1447 in Lambeth von Erzbischof John Stafford (1443–1452), Bischof Robert Gilbert von London (1436–1448) und Bischof Thomas Bourchier von Ely (1443–1454) geweiht wurde. Am 3. Februar 1448 legte er in Windsor Castle seinen Treueeid auf König Heinrich VI. von England ab. Im Sommer 1449 beschloss König Karl VII. von Frankreich, die englische Armee aus der Normandie zu vertreiben. Nach der Einnahme von Pont-Audemer machte sich die französische Armee direkt auf den Weg nach Lisieux, wo sie Lisieux belagerten. Bischof Basin flehte sein Volk an, die Plünderungen und Brandschatzungen von Lisieux zu vermeiden, was unvermeidlich ist, wenn sie Widerstand gegen die Franzosen entgegenbringen. Seinem Rat folgte die Bevölkerung, und am 16. August 1449 handelte Bischof Basin einen Vertrag mit den Franzosen aus. Darin behielt Basin seine Privilegien als Bischof und Graf und erhielt das Vorrecht, den Kommandanten zu ernennen, der zukünftig Gouverneur von Lisieux sein würde. Der König akzeptierte den Vertrag am 28. August, und Bischof Basin legte dem König von Frankreich einen Treueeid ab.   Ihm wurde eine Rente von 1000 Livres pro Jahr gewährt, die von 1450 bis 1460  regelmäßig, zumindest den überlieferten Aufzeichnungen zufolge, gezahlt wurde.

## Exil
Am 15. August 1461 nahm Bischof Basin an der Krönung König Ludwigs XI. in Reims teil. Basin war stark in die Kriege zwischen den Engländern und Franzosen verwickelt und war königlicher Ratgeber in Diensten von Karl VII. von Frankreich und ebenso Anfangs bei dessen Nachfolger Ludwig XI. Auf Wunsch Karl VII. und Ludwig XI., verfasste Basin eine Denkschrift, indem er das Elend des Volkes darlegte und Maßnahmen zur Linderung der Misere (Notlage) vorschlug. Am 4. Juli 1463 verkündete Bischof Basin die Exkommunikation von drei wegen Hexerei verurteilten Personen, die sofort dem „weltlichen Arm“ übergeben wurden. Die drei Hexen wurden am 12. Juli auf dem Scheiterhaufen verbrannt. Basin trat in die Fußstapfen seines Vorgängers Bischof Pierre Cochon, der bereits Jeanne d’Arc dem „weltlichen Arm“ zum Verbrennen auf dem Scheiterhaufen übergeben hatte.
1464 trat der Bischof der Liga des öffentlichen Wohls (Ligue du Bien public) bei und fiel somit bei König Ludwig XI. in Ungnade, der den Verlust seines Bischofssitzes zufolge hatte. 1466 suchte Bischof Basin Zuflucht in Löwen (Leuven), wo er am 5. Januar Louis de Bourbon, Bischof von Lüttich, weihte. Er profitierte von einer Amnestie für die Mitglieder der Liga des öffentlichen Wohls, aber Ludwig erlaubte ihm nicht, in seine Diözese zurückzukehren. Stattdessen wurde er nach Perpignan als Kanzler von Roussillon und Cerdagne und dann als Botschafter beim König von Aragon geschickt; Dies nahm vierzehn Monate seiner gegensätzlichen Interessen in Anspruch. Er besuchte Savoyen, wo Yolande von Frankreich Regentin war, und danach die Städte des Herzogs von Burgund, Genf, Basel, Trier und Löwen (Leuven).
1474 übte König Ludwig XI. Druck auf Basins Verwandte und Freunde aus, um seinen Rücktritt zu erzwingen. Nach dem Exil in den verschiedensten Orten zog Basin nach Rom und legte sein Bistum am 27. Mai 1474 nieder. Papst Sixtus IV. verlieh ihm zum Trost den Titel eines Erzbischofs von Caesarea. Basin beschäftigte sich weiter mit seinen Schriften und verbrachte dann einige Jahre in Trier und verlegte danach seinen Wohnsitz nach Utrecht, wo sein alter Freund David der Bastard von Burgund, Bischof und Herr der Stadt war.
Als Ludwig XI. 1483 starb, lud sein Nachfolger Karl VIII. Bischof Basin ein, nach Frankreich zurückzukehren, aber ohne seine Diözese sah er keinen Grund zurückzukommen.
Basin starb am 3. Dezember 1491 in Utrecht und wurde in der Kirche St. Johann (Janskerk) beigesetzt.

## Werke
Basins Hauptwerk ist seine Historiae de rebus a Carolo VII. et Ludovico XI. Francorum regibus. Dies ist von erheblichem historischem Wert, wird aber bis zu einem gewissen Grad durch die Abneigung des Autors gegen Ludwig XI. getrübt. Zu einer Zeit galt es als das Werk eines Lütticher Priesters namens Amelgard, aber es ist jetzt praktisch sicher, dass Basin der Verfasser war. Er machte auch einen Vorschlag für die Reform der Rechtspflege mit dem Titel Libellus de optimo ordine forenses lites audiendi et deferendi, der das Produkt seines sorgfältigen Studiums der römischen Rota (apostolisches Tribunal) war, während er an der Kurie  arbeitete; eine Apologia, die geschrieben wurde, um auf die von Ludwig XI. gegen ihn erhobenen Anklagen zu antworten; ein Breviloquium oder allegorischer Bericht über sein eigenes Unglück; ein Peregrinatio; eine Verteidigung von Jeanne d’Arc mit dem Titel Opinio et consilium super processu et condemnatione Johanne, dicte Puelle und anderen verschiedenen Schriften. Er schrieb auf Französisch, Advis de Monseigneur de Lysieux au roi (1464).
Bischof Basins Kartular (Quelle, die Texte von Urkunden des Mittelalters und der frühen Neuzeit in Abschriften enthält), überlebt in der Bibliothek von Lisieux.